# Stårbatjvare naturreservat
Stårbatjvare naturreservat är ett naturreservat i Arjeplogs kommun i Norrbottens län.
Området är naturskyddat sedan 2024 och är 2 645 hektar stort. Reservatet ligger sydost om Arjeplog och omfattar tre lågfjäll med dalar emellan där urskogar, sjöar och våtmarker breder ut sig. reservatet består mest av granskog men även tallskog och våtmarker.